# Вифсаида
Вифсаида (Бейт-Цайда (ивр. בית צידה‎ — «дом рыбной ловли»), (греч. Βηθσαΐδά) — название двух израильских городов, упоминаемых в Новом Завете. Согласно евангельскому рассказу эти города посещались Иисусом Христом, с ними связан ряд совершённых им чудес (например, Мф. 11:21, 14:17—21 и другие).

## Вифсаида Юлия
Своё название город получил в честь Юлии — дочери императора Августа. Город располагался на восточном берегу Галилейского озера. В настоящее время от него остались лишь небольшие развалины.

## Вифсаида Галилейская

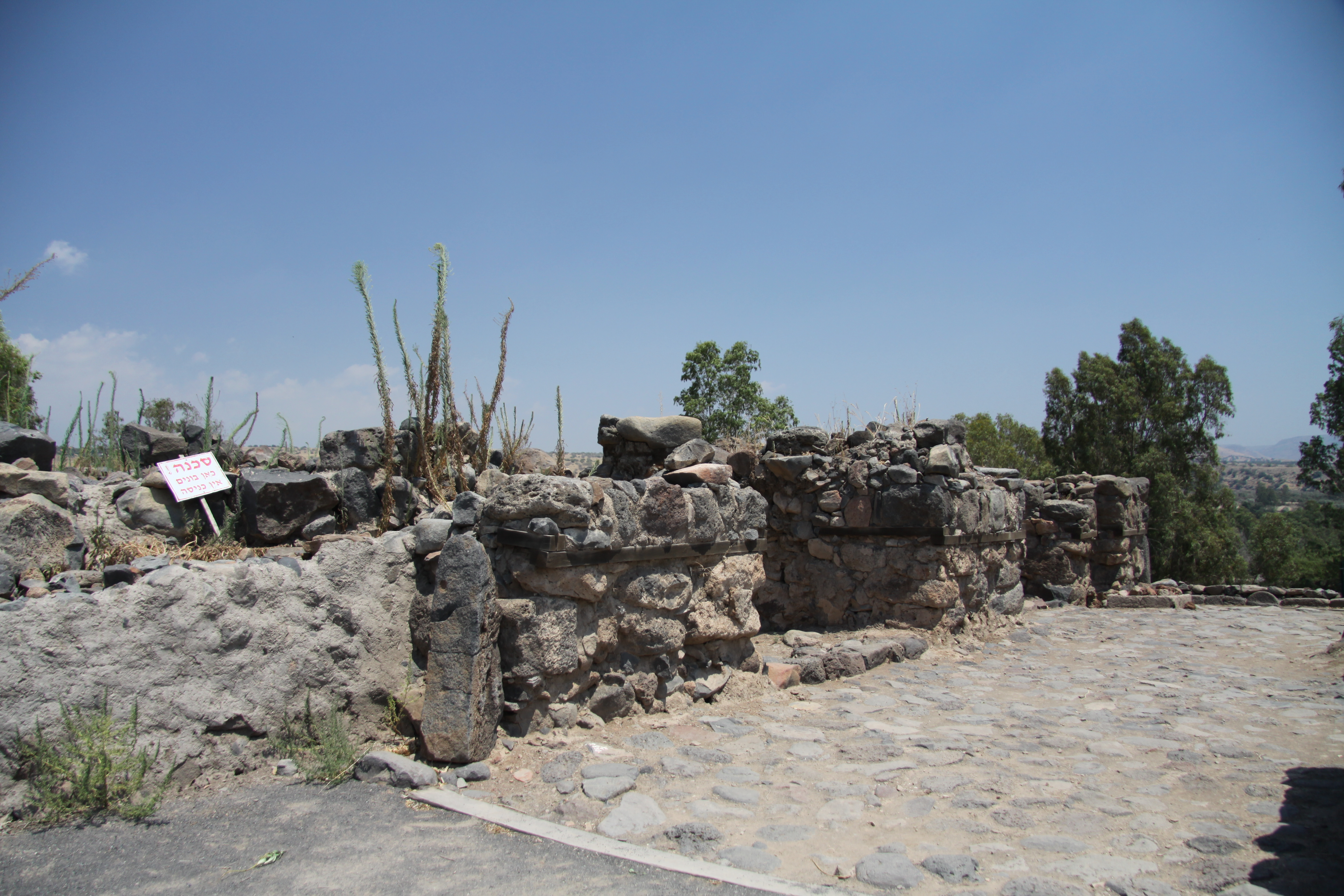
Вифсаида

Расположен к востоку от реки Иордан на северо-западе от Галилейского озера около городов Капернаума и Хоразина (Мф. 11:21). Согласно евангельскому рассказу, Вифсаида Галилейская была родиной апостолов Андрея, Петра и Филиппа (Мк. 14:70, Ин. 1:44, 12:21).